# Chlochilaïc

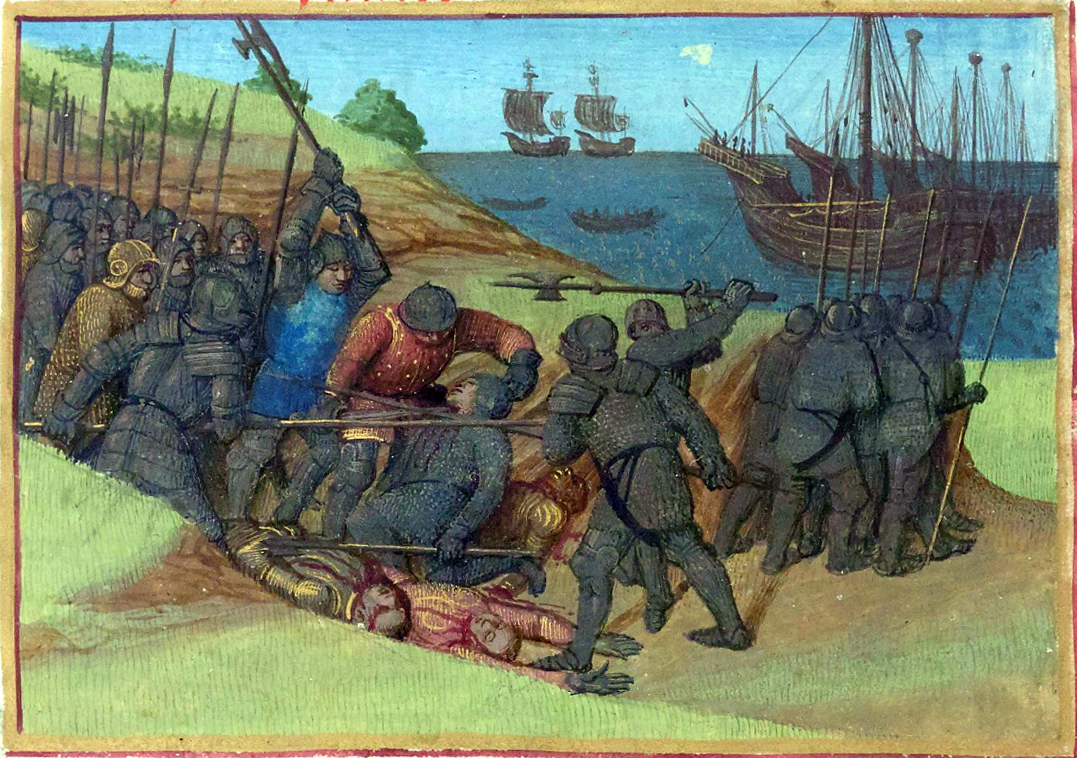
Bataille entre Francs et Danois en 515, Jean Fouquet, Grandes Chroniques de France, Paris, Bnf.

Chlochilaïc (en vieux français), Hygelac (en vieil anglais) ou Hugleikr (en vieux norrois) est un roi des Geats mentionné par plusieurs sources distinctes. Il est tué en conduisant un raid contre le royaume des Francs, probablement entre 512 et 520.

## Chlochilaïc chez Grégoire de Tours
Dans le troisième livre de son Histoire des Francs, Grégoire de Tours mentionne un raid conduit par le roi des « Danois » Chlochilaïc. Les envahisseurs sont vaincus par Thibert, le fils du roi Thierry Ier, qui intercepte et détruit leur flotte. Chlochilaïc lui-même est tué pendant l'affrontement,. Le Liber Historiæ Francorum, chronique plus tardive qui emprunte beaucoup à Grégoire de Tours, l'appelle « rege Gotorum », « roi des Goths » et situe le lieu de la bataille dans le pagus Attuarios.

## Hygelac dansBeowulf
Le poème anglo-saxon Beowulf mentionne de son côté un roi Hygelac qui n'est autre que l'oncle maternel du héros Beowulf. Ce dernier l'accompagne lors du fatal raid en Frise, et parvient à s'enfuir à la nage. Le fils d'Hygelac, Heardred, lui succède, mais pour peu de temps : il meurt à son tour et Beowulf devient roi des Geats. Le poème mentionne comme adversaires d'Hygelac un peuple nommé Hetware, apparemment situé sur le cours inférieur du Rhin.
Le poème permet de reconstituer l'arbre généalogique suivant :
- Hrethel
  - Herebeald
  - Hæthcyn
  - Hygelac
    - une fille (ép. Eofor)
    - Heardred

  - une fille (ép. Ecgtheow)
    - Beowulf

## Autres mentions et allusions
Le Liber monstrorum de diversis generibus, un catalogue de créatures fabuleuses composé en Angleterre vers la fin du VIIe siècle ou le début du VIIIe siècle, consacre une entrée au roi Huiglaucus des Getæ. Il le décrit comme un homme d'une taille prodigieuse qu'aucun cheval ne peut porter dès l'âge de douze ans. Ses ossements, conservés sur une île à l'embouchure du Rhin, sont présentés aux voyageurs de passage.
Un roi Hugleik apparaît dans la Saga des Ynglingar, mais il semble s'agir d'un autre individu.

## Interprétation
Chlochilaicus et Hygelac pourrait être la même personne et bien que les récits soient confus, ils témoignent de la proximité culturelle des élites anglo-saxonnes, franques et scandinaves. Il recense également le premier raid lancé par les hommes venus du Nord au début du VIe siècle, avant le premier raid de l'âge des Vikings de 787.